# Rödhalsad amazon
Rödhalsad amazon (Amazona arausiaca) är en fågel i familjen västpapegojor inom ordningen papegojfåglar.

## Utseende och läte
Rödhalsad amazon är en 40 cm lång grön papegoja med blått på pannan och ansiktet och vitt naket område kring ögat. På strupen ses vanligen röd fläck. Den har vidare svartspetsade handpennor och vingspeglar i rött och gult. Kejsaramazonen som också förekommer på Dominica är större och mörkare, med mestadels lilafärgad kropp. Lätet består av hårda skrin och gläfsande "scre-ah", ljusare än hos kejsaramazonen. Lätena skiljer sig mellan norra och södra delen av ön.

## Utbredning och status
Fågeln förekommer enbart i bergsskogar på ön Dominica (Små Antillerna). IUCN kategoriserar arten som sårbar.

## Namn
Släktesnamnet Amazona, och därmed det svenska gruppnamnet, kommer av att Georges-Louis Leclerc de Buffon kallade olika sorters papegojor från tropiska Amerika Amazone, helt enkelt för att de kom från området kring Amazonfloden. Ursprunget till flodens namn i sin tur är omtvistat. Den mest etablerade förklaringen kommer från när kvinnliga krigare attackerade en expedition på 1500-talet i området ledd av Francisco de Orellana. Han associerade då till amasoner, i grekisk mytologi en stam av iranska kvinnokrigare i Sarmatien i Skytien. Andra menar dock att namnet kommer från ett lokalt ord, amassona, som betyder "förstörare av båtar".